# Роченсальмская крепость
Роченсальмская крепость, Морская крепость Руотсинсальми (Роченсальм, фин. Ruotsinsalmen merilinnoitus) или Свенсксунд (швед. Svensksunds sjöfästning) — комплекс береговых оборонительных сооружений для защиты побережья и акватории пролива Руотсинсальми (Свенсксунд — Шведский пролив) Финского залива Балтийского моря, принадлежавших Российской империи. 
Морская крепость построена в 1790—1796 годах по инициативе императрицы Екатерины II. Задумана как главный форпост внешнего из трёх рядов фортификационных сооружений для защиты Санкт-Петербурга (совместно с крепостью Кюменегород) — системы укреплений, позднее названных Суворовской оборонительной линией. База российского императорского флота до 1809 года. Крепость разрушена англо-французским флотом во время Крымской войны в 1855 году. С 1878 года — финский портовый город Котка. Один из трёх рейдов Большой, или Роченсальмский, где с 1791 года по 1826 год был расположен военный порт и крепость.

## История
Пролив Руотсинсальми между островами Котка и Кутсало замечателен в историческом отношении. Пролив был ареной двух сражений русско-шведской войны (1788—1790). 13 (24) августа 1789 года здесь состоялось первое Роченсальмское сражение. 86 русских кораблей атаковали 62 корабля и 24 транспорта шведов и победили. 28 июня (9 июля) — 29 июня (10 июля) 1790 года состоялось второе Роченсальмское сражение, в котором победили шведы.
По Абоскому миру 1743 году граница России и Швеции стала проходить по реке Кюмийоки. Верельский мирный договор 1790 года сохранил границы неизменными.
В 1791 году генерал-аншеф Александр Суворов по поручению императрицы Екатерины II занялся составлением проекта строительства пограничных укреплений Русской Финляндии. По итогам трёхнедельной инспекционной поездки им был подготовлен «План оборонительных мероприятий в Финляндии на случай войны со Швецией». Согласно плану, одним из пяти передовых оборонительных постов должен был стать Кюменеград, при котором следовало устроить укреплённую гавань для гребной флотилии. В июне 1791 года полководец получил назначение командующего войсками, расквартированными в Выборгском наместничестве, с указанием провести мероприятия по возведению укреплений, предусмотренных составленным им же планом. В течение 1791—1792 годов генерал-аншеф руководил масштабными строительными работами, проявив способности инженера-фортификатора, организатора и даже снабженца. 
Фактической штаб-квартирой Суворова на период строительства стала основанная им крепость Кюменеград (Кюменегород, Кюмень-город), построенная в 1791—1795 гг. на острове Ховинсари между рукавами реки Кюмийоки. Рядом с этой сухопутной крепостью в 1790—1796 гг. была возведена морская крепость Роченсальм, защищавшая от нападения с моря. В свою очередь Кюменегородская крепость защищала Роченсальм от нападения со стороны главной Королевской дороги. Проводя время в постоянных разъездах, Суворов чаще всего направлял письма, записки и рапорта из этих двух крепостей.
Морская крепость Роченсальм включала цепь фортов на островах. Первым был построен Екатерининский форт на юге острова Котка. Затем был построен Елизаветинский форт на острове Вариссаари. В 1794 году на искусственно расширенном острове Кукоури построен круглый форт «Слава». В наивысшей точке острова Котка был построен высокий маяк. В западной части острова был построен морской госпиталь, в северной — военный порт. В бухте Сапоканлахти (Sapokanlahti) построен док. Работами руководил принц Карл Генрих Нассау-Зиген, затем работу продолжил французский полковник Жан Август Прево де Люмиан.
Во время строительства крепости состоялась закладка православной церкви Святого Николая, построенной в 1799—1801 гг. При крепости возник город, население которого достигало 10 000 человек. Город был застроен маленькими одноэтажными деревянными домами. 5 января 1798 года сформирован Роченсальмский гарнизонный полк.
По Фридрихсгамскому мирному договору 1809 года Швеция уступила России Финляндию и крепость утратила своё значение. Гарнизон и флот были перемещены в Свеаборг. В 1830-х гг. морская крепость Руотсинсальми была заброшена. В форт «Слава» на Кукоури переведено небольшое количество солдат для охраны пролива. Также форт «Слава» служил тюрьмой. В 1826—1827 гг. в крепости содержался декабрист Иван Якушкин, до отправки на каторгу в Нерчинск.
Во время Крымской войны в 1855 году англо-французский флот почти полностью разрушил крепость Роченсальм.  Форт «Слава» был обстрелян. На острове Котка высадился десант, город при крепости был сожжён. В городе уцелела лишь православная церковь Святого Николая, являющаяся в настоящее время старейшим сохранившимся зданием города Котка.
В 1878 году по указу императора Александра II основан город Котка, в настоящее время один из важнейших портов Финляндии.
Форт «Слава» частично восстановлен в 1993 году. Морская крепость в настоящее время восстанавливается и открыта для туристов. С историческими памятниками Котки, относящимися ко времени существования крепости, можно ознакомиться на прогулке по туристической «тропе Екатерины II», начинающейся от водного парка Сапокка.
- Форт «Слава» на Кукоури
- Православная церковь Святого Николая